# «Заява трьох» з приводу руху «Україна без Кучми!»
«Зая́ва трьох» з при́воду ру́ху «Украї́на без Ку́чми!» 13 лютого 2001 року — звернення Президента України Леоніда Кучми, Голови Верховної Ради Івана Плюща та Прем'єр-міністра Віктора Ющенка до українського народу.

## Суть
Текст звернення багатьма вважається надзвичайно жорстким. У ньому містилися звинувачення опозиції в розв'язанні проти держави, «безпрецедентної політичної кампанії з всіма ознаками психологічної війни». Стверджувалося, що «перед нами — український різновид націонал-соціалізму».

## Перебіг подій
Як несподіванку розцінили появу під цим документом підпису Віктора Ющенка[джерело?]. Юлію Тимошенко, що за допомогою членів своєї партії після відставки активно організовувала акції протесту, вважали членом команди прем'єр-міністра, і крім того, його особистим другом. Сам же Віктор Ющенко вважався найпопулярнішим політиком, що влаштовував навіть представників радикальної опозиції. Саме він у випадку можливої відставки Леоніда Кучми міг би забезпечити спокійний перехідний період. Форум національного порятунку, куди входять найактивніші опозиціонери, заявив, що Віктор Ющенко не виправдав їхніх надій після того як назвав їх в зверненні «зграєю банкрутів, дискредитованих невдах, що прагнуть уникнути політичного забуття і кримінальної відповідальності». Після цього прем'єр Ющенко, побоюючись, вочевидь, падіння своєї популярності, вирішив підтримати Юлію Тимошенко.